# Sinopoda hanya
Sinopoda hanya – gatunek pająka z rodziny spachaczowatych i podrodziny Heteropodinae.

## Taksonomia
Gatunek ten opisany został po raz pierwszy w 2020 roku przez Elenę Grall i Petera Jägera na łamach „Zootaxa”. Jako miejsce typowe wskazano Gunung Mulu na terenie malezyjskiego stanu Sarawak. Epitet gatunkowy oznacza w języku malajskim „prosta, nieskomplikowana” i nawiązuje do budowy nogogłaszczków samca.

## Morfologia
Samce osiągają od 4,15 do 4,25 mm długości ciała przy prosomie długości od 2,05 do 2,15 mm i szerokości od 1,8 do 1,9 mm. U okazu przechowywanego w alkoholu karapaks jest na przedzie brązowy z parą żółtych kropek po bokach, pośrodku żółtawobiały z jasnobrązowym pasem podłużnym, pośrodku boków brązowy z ciemnobrązowymi paskami, w tyle z jasnobrązowymi paskami po bokach i brązowymi krawędziami. Szczękoczułki są żółtawobrązowe z trzema brązowymi paskami, nogogłaszczki żółtawobrązowe, sternum żółtawobiałe z sześcioma brązowymi kropkami, odnóża żółtawobrązowe z elementami brązowymi, natomiast opistosoma (odwłok) z wierzchu brązowa z żółtymi kropkami i żółtą łatką, a od spodu żółtawobrązowa z trzema brązowymi kropkami i trójkątnym wzorem. Nogogłaszczki samca mają apofizę retrolateralną goleni o zaokrąglonej, pośrodku wciętej gałęzi grzbietowej i zredukowanej gałęzi brzusznej, wyrastający na godzinie pierwszej krótki konduktor o części proksymalnej niemal tak szerokiej jak dystalna, prosty w przebiegu spermofor oraz lekko zakrzywiony w widoku przednio-bocznym i prawie prosty w widoku brzusznym embolus; nie występuje apofiza emboliczna ani pędzelek sztywnych włosków przy apofizie retrolateralnej.

## Rozprzestrzenienie
Pająk orientalny, endemiczny dla Borneo, znany tylko z lokalizacji typowej na terenie stanu Sarawak. Odnaleziony został na wysokości 1320 m n.p.m.